# Goya en Burdeos
Goya en Burdeos es una película de cine española dirigida por Carlos Saura. 

## Argumento
Goya (Francisco Rabal - adulto, José Coronado - joven) se encuentra exiliado en Burdeos junto a su última amante Leocadia Zorrilla de Weiss (Eulalia Ramón) y su hija Rosario (Dafne Fernández). Recuerda su vida desde su lecho de muerte.

## Premios y nominaciones
XIV edición de los Premios Goya
| Categoría                     | Persona                                                    | Resultado  |
| ----------------------------- | ---------------------------------------------------------- | ---------- |
| Mejor actor protagonista      | Francisco Rabal                                            | Ganador    |
| Mejor actor de reparto        | José Coronado                                              | Candidato  |
| Mejor fotografía              | Vittorio Storaro                                           | Ganador    |
| Mejor montaje                 | Julia Juaniz                                               | Candidata  |
| Mejor dirección artística     | Pierre-Louis Thévenet                                      | Ganador    |
| Mejor dirección de producción | Carmen Martínez                                            | Candidata  |
| Mejor diseño de vestuario     | Pedro Moreno                                               | Ganador    |
| Mejor maquillaje y peluquería | José Quetglas Susana Sánchez Blanca Sánchez                | Ganadores  |
| Mejor sonido                  | Carlos Faruolo Alfonso Pino Alfonso Raposo Jaime Fernández | Candidatos |
| Mejores efectos especiales    | Reyes Abades Fabrizio Storaro                              | Candidatos |

Premios Sant Jordi
| Categoría               | Resultado |
| ----------------------- | --------- |
| Mejor película española | Ganadora  |

Medallas del Círculo de Escritores Cinematográficos de 1999
| Categoría    | Persona         | Resultado |
| ------------ | --------------- | --------- |
| Mejor actor  | Francisco Rabal | Ganador   |
| Mejor música | Roque Baños     | Ganador   |

## Reparto
| Intérprete                 | Personaje                               |
| -------------------------- | --------------------------------------- |
| Francisco Rabal            | Francisco de Goya                       |
| José Coronado              | Francisco de Goya joven                 |
| Dafne Fernández            | Rosario Weiss Zorrilla                  |
| Eulalia Ramón              | Leocadia Zorrilla                       |
| Maribel Verdú              | María Teresa de Silva Álvarez de Toledo |
| Joaquín Climent            | Leandro Fernández de Moratín            |
| Cristina Espinosa          | Josefa Tudó                             |
| José María Pou             | Manuel Godoy                            |
| Saturnino García           | Cura y San Antonio                      |
| Concha Leza                | Mujer en Andalucía                      |
| Franco di Francescantonio  | Doctor en Andalucía                     |
| Carlos Hipólito            | Juan Meléndez Valdés                    |
| Manuel de Blas             | Salcedo                                 |
| Pedro Azorín               | Braulio Poe                             |
| Emilio Gutiérrez Caba      | José de la Cruz                         |
| Joan Vallès                | Novales                                 |
| Paco Catalá                | Asensio                                 |
| Mario De Candia            | Bayeu                                   |
| Jaime Losada               | Gaulon                                  |
| Ainhoa Suárez              | Rosarito 6 años                         |
| José Reche                 | Cadáver Asesinado                       |
| José Sáinz                 | Enterrador Culpable                     |
| Demetrio Julián            | Padre de San Antonio                    |
| Stephane Salom             | Hombre Joven Francés                    |
| Roberto Arcilla            | Hombre Rollizo Francés                  |
| Lorena Pellarini           | Mujer Francesa                          |
| Azucena de la Fuente       | Josefina Bayeu                          |
| Bartolomé Moreno           | Alguien 1                               |
| Francisco Jesús Santillana | Alguien 2                               |
| José Luis Chavarría        | Alguien 3                               |
| Luis Llamas                | Alguien 4                               |
| Natalie Pinot              | Profesora de Piano                      |
| Olivier D'Belloch          | Ayudante de Gaulon                      |
| Borja Elgea                | Amigo de Goya                           |
| José Antonio               | Bailarín Duques de Osuna                |
| Eva Trancón                |                                         |
| Rafael Téllez              |                                         |
| Mauricio Bautista          |                                         |
| David Luque                |                                         |
| David García Palencia      |                                         |
| Javier Losán               |                                         |